# Common Intermediate Language
Common Intermediate Language (CIL) (tidigare kallat Microsoft Intermediate Language eller MSIL) är ett mellanliggande högnivå-assemblyspråk som beskrivs i Common Language Infrastructure (CLI). Alla CLI-kompatibla programspråk kompileras till CIL bytekod. CIL är ett objektorienterat assemblyspråk som är baserad på stack-principen. CIL är plattformsoberoende och exekveras av en virtuell maskin. Bland språk som kompileras till CIL finns C#, Visual Basic .NET, C++/CLI och J#.
CIL gick tidigare under namnet Microsoft Intermediate Language (MSIL) men är sedan standardisering känt som CIL. Trots detta kallas det fortfarande MSIL av många utvecklarna som varit med från början.

## Syntax
Common Intermediate Language är stack-baserat dvs. att variablerna som används i en operation sparas på en stack, till skillnad från vanliga assemblerspråk som är register-baserade. Utöver detta så är språket också objektorienterat. Dessa funktioner är integrerade i CIL för att göra det enklare för programmeringsspråken som delar det som ett mellanliggande språk lättare ska kunna interagera med varandra. 

## Exekvera CIL
1. Källkoden (skriven i ett .NET-språk) kompileras till CIL och ett .NET Assembly skapas.
2. Vid exekvering skickas CIL-instruktionerna genom exekveringsmotorns (till exempel CLR) JIT-kompilator och översätts till maskinkod. (NGEN eliminerar det här steget vid körning).
3. Maskinkoden exekveras av datorns processor.

## Exempel
Här är det berömda Hello World-programmet skrivet i CIL.
```
.assembly HelloWorld{}
.method public hidebysig static void Main() cil managed
{
   .entrypoint
   ldstr "Hello World!"
   call void [mscorlib]System.Console::WriteLine(string)
   ret
}
```